# Tom Barrett (politico 1981)
Thomas More Barrett, detto Tom (Southfield, 30 aprile 1981), è un politico statunitense, membro della Camera dei Rappresentanti per lo stato del Michigan dal 2025.

## Biografia

### Formazione e primi anni
Nato a Southfield, Tom Barrett si laureò in scienze politiche presso la Western Michigan University.
Dopo il diploma di scuola superiore, Barrett si arruolò nell'esercito, dove prestò servizio per ventun anni. Svolse missioni all'estero in Corea del Sud, Kuwait e Iraq, prendendo parte anche all'Operazione Enduring Freedom. Fu membro della Guardia Nazionale dell'Esercito del Michigan, con il grado di chief warrant officer, fino al congedo nel 2022.
Lavorò successivamente come analista per il Dipartimento del Tesoro del Michigan.

### Carriera politica
Entrato in politica con il Partito Repubblicano, nel 2014 venne eletto alla Camera dei rappresentanti del Michigan, sconfiggendo per soli 310 voti la democratica in carica Theresa Abed. Nel 2016, i due si affrontarono nuovamente e anche in questo caso fu Barrett a prevalere, venendo riconfermato per un secondo mandato nella legislatura statale.
Nel 2018 fu eletto al Senato del Michigan, dove dal 2022 presiedette la commissione per i trasporti e le infrastrutture.
Durante la pandemia di COVID-19, si espresse in maniera fortemente critica nei confronti della governatrice Gretchen Whitmer, sponsorizzando un disegno di legge per regolamentare i poteri del governatore nello stato di emergenza; Gretchen Whitmer pose il veto sulla proposta di legge nel maggio 2020. Barrett continuò ad essere un oppositore della governatrice anche negli anni successivi e su altre misure politiche.
A gennaio del 2021, fu uno degli undici senatori statali a firmare una lettera indirizzata al Congresso in cui chiedeva che venisse svolta "un'indagine obiettiva e trasparente su accuse credibili di cattiva condotta" nelle elezioni presidenziali del 2020. A settembre del 2022, Barrett continuò a cavalcare dubbi sulla legittimità delle elezioni del 2020.
Nel 2021, Tom Barrett annunciò la propria candidatura alla Camera dei Rappresentanti nelle elezioni parlamentari del 2022. Si aggiudicò le primarie repubblicane con il 96%, ma perse le elezioni generali contro la deputata democratica in carica Elissa Slotkin, che lo sconfisse con un margine di sei punti percentuali.
La campagna elettorale venne considerata dagli osservatori molto combattuta ed Elissa Slotkin ricevette il sostegno pubblico della repubblicana Liz Cheney. Bridge Michigan affermò che fosse stata l'elezione congressuale più costosa negli Stati Uniti. In totale, vennero spesi da entrambi i candidati oltre 36 milioni di dollari.
Quando, due anni più tardi, Elissa Slotkin si candidò al Senato, Barrett avviò una nuova campagna elettorale per succederle alla Camera. Durante questa campagna, venne criticato dalla comunità afroamericana per aver pubblicato un annuncio elettorale su un giornale diffuso nella comunità nera, in cui era riportata la data sbagliata dell'election day; la mossa venne ritenuta un tentativo di fuorviare l'elettorato afroamericano, tendenzialmente più favorevole ai candidati democratici. Barrett sconfisse il candidato democratico Curtis Hertel Jr. nelle elezioni generali, raccogliendo il 50,3% dei voti.

### Vita privata
Sposato con Ashley, è padre di quattro figli.
Il suo bisnonno, Louis C. Rabaut, fu deputato alla Camera per lo stato del Michigan dal 1935 al 1947 e dal 1949 al 1961, come esponente del Partito Democratico. Una volta eletto al Congresso, Barrett chiese ai colleghi di poter occupare quello che era stato l'ufficio di Rabaut nel 1954.